# 28-й совет министров Канады
Два́дцать восьмо́й сове́т мини́стров Кана́ды (англ. Twenty-Eighth Canadian Ministry, фр. Vingt-huitième conseil des ministres du Canada) — правительство Канады с 6 февраля 2006 до 4 ноября 2015 в течение тридцать девятого, сорокового и сорок первого созывов канадского парламента. Его главой является Стивен Харпер из Консервативной партии Канады (КПК).

## В Парламенте
С 2006 по 2011 являлся правительством меньшинства. В течение
тридцать девятого созыва Палаты общин после выборов, прошедших 23 января 2006, к нему относились 124 депутата из 308 в Палате общин. После выборов, прошедших 14 октября 2008, число депутатов увеличилось до 143. На досрочных федеральных выборах 2 мая 2011 он превысил планку, необходимую для получения абсолютного большинства, проведя в парламент 167 депутатов.

## Состав
| Должность | Имя                                         |
| --- | ------------------------------------------- |
| Премьер-министр | Стивен Харпер                               |
| Министр юстиции, генеральный прокурор                                                                                                  | Вик Тоус (по 03.01.2007)                    |
| Министр юстиции, генеральный прокурор                                                                                                  | Роб Николсон                                |
| Министр юстиции, генеральный прокурор                                                                                                  | Питер Маккей                                |
| Министр по делам ветеранов | Грег Томсон (по 16.01.2010)                 |
| Министр по делам ветеранов | Жан-Пьер Блэкберн (19.01.2010 — 18.05.2011) |
| Министр по делам ветеранов | Стивен Блейни                               |
| Министр по связям с Сенатом | Маржори Лебретон                            |
| Министр транспорта, инфраструктуры и административно-территориальных образований                                                       | Лоренс Кэннон (по 29.10.2008)               |
| Министр транспорта, инфраструктуры и административно-территориальных образований                                                       | Джон Бэрд (по 06.08.2010)                   |
| Министр транспорта, инфраструктуры и административно-территориальных образований                                                       | Чак Штраль (по 18.05.2011)                  |
| Министр транспорта, инфраструктуры и административно-территориальных образований                                                       | Дени Лебель                                 |
| Министр национальной обороны | Гордон О'Коннор (по 14.08.2007)             |
| Министр национальной обороны | Питер Маккей                                |
| Министр национальной обороны | Роб Николсон                                |
| Председатель Совета Государственного казначейства                                                                                      | Джон Бэрд (по 03.01.2007)                   |
| Председатель Совета Государственного казначейства                                                                                      | Вик Тоус (по 19.01.2010)                    |
| Председатель Совета Государственного казначейства                                                                                      | Стокуэлл Дей (по 18.05.2011)                |
| Председатель Совета Государственного казначейства                                                                                      | Тони Клемент                                |
| Министр общественного порядка | Стокуэлл Дей (по 29.10.2008)                |
| Министр общественного порядка | Питер Ван Лоун (по 19.01.2010)              |
| Министр общественного порядка | Вик Тоус                                    |
| Министр гражданского строительства и правительственных служб Министр по положению женщин (с 2010)                                      | Майкл Фортье (по 25.06.2008)                |
| Министр гражданского строительства и правительственных служб Министр по положению женщин (с 2010)                                      | Кристиан Паради (по 19.01.2010)             |
| Министр гражданского строительства и правительственных служб Министр по положению женщин (с 2010)                                      | Рона Эмброуз                                |
| Министр человеческих ресурсов и социального развития Министр человеческих ресурсов и профессионального развития (с 2008)               | Диана Финли (по 03.01.2007)                 |
| Министр человеческих ресурсов и социального развития Министр человеческих ресурсов и профессионального развития (с 2008)               | Монте Зольберг (по 29.10.2008)              |
| Министр человеческих ресурсов и социального развития Министр человеческих ресурсов и профессионального развития (с 2008)               | Диана Финли                                 |
| Министр международного сотрудничества                                                                                                  | Жозе Вернер (по 14.08.2007)                 |
| Министр международного сотрудничества                                                                                                  | Бев Ода                                     |
| Министр окружающей среды | Рона Эмброуз (по 03.01.2007)                |
| Министр окружающей среды | Джон Бэрд (по 29.10.2008)                   |
| Министр окружающей среды | Джим Прентис (по 04.10.2010)                |
| Министр окружающей среды | Джон Бэрд (07.11.2010 — 04.01.2011)         |
| Министр окружающей среды | Питер Кент                                  |
| Министр по связям с Палатой общин | Роб Николсон (по 03.01.2007)                |
| Министр по связям с Палатой общин | Питер Ван Лоун (по 29.10.2008)              |
| Министр по связям с Палатой общин | Джей Хилл (по 06.08.2010)                   |
| Министр по связям с Палатой общин | Джон Бэрд (по 18.05.2011)                   |
| Министр по связям с Палатой общин | Питер Ван Лоун                              |
| Министр иностранных дел | Питер Маккей (по 14.08.2007)                |
| Министр иностранных дел | Максим Бернье (по 26.05.2008)               |
| Министр иностранных дел | Дэвид Эмерсон (по 20.10.2008)               |
| Министр иностранных дел | Лоренс Кэннон (30.10.2008 — 18.05.2011)     |
| Министр иностранных дел | Джон Бэрд                                   |
| Министр промышленности | Максим Бернье (по 14.08.2007)               |
| Министр промышленности | Джим Прентис (по 29.10.2008)                |
| Министр промышленности | Тони Клемент (по 18.05.2011)                |
| Министр промышленности | Кристиан Паради                             |
| Министр финансов | Джим Флаэрти (по 18.03.2014)                |
| Министр финансов | Джо Оливер                                  |
| Председатель Тайного совета Королевы для Канады Министр межправительственных дел                                                       | Майкл Чхон (по 27.11.2006)                  |
| Председатель Тайного совета Королевы для Канады Министр межправительственных дел                                                       | Питер Ван Лоун (по 03.01.2007)              |
| Председатель Тайного совета Королевы для Канады Министр межправительственных дел                                                       | Рона Эмброуз (по 29.10.2008)                |
| Председатель Тайного совета Королевы для Канады Министр межправительственных дел                                                       | Жозе Вернер (по 18.05.2011)                 |
| Председатель Тайного совета Королевы для Канады Министр межправительственных дел                                                       | Питер Пенашью                               |
| Министр внешней торговли | Дэвид Эмерсон (по 24.06.2008)               |
| Министр внешней торговли | Майкл Фортье (по 29.10.2008)                |
| Министр внешней торговли | Стокуэлл Дей (по 19.01.2010)                |
| Министр внешней торговли | Питер Ван Лоун (по 18.05.2011)              |
| Министр внешней торговли | Эд Фаст                                     |
| Министр сельского хозяйства и продовольственной промышленности Министр по делам Канадской зерновой комиссии                            | Чак Штраль (по 14.08.2007)                  |
| Министр сельского хозяйства и продовольственной промышленности Министр по делам Канадской зерновой комиссии                            | Джерри Ритц                                 |
| Министр гражданства, иммиграции и многокультурности                                                                                    | Монте Зольберг (по 03.01.2007)              |
| Министр гражданства, иммиграции и многокультурности                                                                                    | Диана Финли (по 29.10.2008)                 |
| Министр гражданства, иммиграции и многокультурности                                                                                    | Джейсон Кенни                               |
| Министр природных ресурсов | Гэри Ланн (по 29.10.2008)                   |
| Министр природных ресурсов | Лиза Райт (по 19.01.2010)                   |
| Министр природных ресурсов | Кристиан Паради (по 18.05.2011)             |
| Министр природных ресурсов | Джо Оливер (по 19.03.2014)                  |
| Министр канадского имущества и по положению женщин Министр канадского имущества (с 2008)                                               | Бев Ода (по 14.08.2007)                     |
| Министр канадского имущества и по положению женщин Министр канадского имущества (с 2008)                                               | Жозе Вернер (по 29.10.2008)                 |
| Министр канадского имущества и по положению женщин Министр канадского имущества (с 2008)                                               | Джеймс Мур                                  |
| Министр рыболовства и океанов | Лойола Херн (по 29.10.2008)                 |
| Министр рыболовства и океанов | Гейл Ши (по 18.05.2011)                     |
| Министр рыболовства и океанов | Кит Эшфилд                                  |
| Министр труда | Жан-Пьер Блэкберн (по 29.10.2008)           |
| Министр труда | Рона Эмброуз (по 19.01.2010)                |
| Министр труда | Лиза Райт                                   |
| Министр здравоохранения | Тони Клемент (по 29.10.2008)                |
| Министр здравоохранения | Леона Аглуккак                              |
| Министр государственных сборов | Кэрол Скелтон (по 14.08.2007)               |
| Министр государственных сборов | Гордон О'Коннор (по 29.10.2008)             |
| Министр государственных сборов | Жан-Пьер Блэкберн (по 19.01.2010)           |
| Министр государственных сборов | Кит Эшфилд (по 18.05.2011)                  |
| Министр государственных сборов | Гейл Ши                                     |
| Министр по делам коренных народов и развития Севера Федеральный представитель метисов и индейцев, не включённых в избирательные списки | Джим Прентис (по 14.08.2007)                |
| Министр по делам коренных народов и развития Севера Федеральный представитель метисов и индейцев, не включённых в избирательные списки | Чак Штраль (по 29.10.2008)                  |
| Министр по делам коренных народов и развития Севера Федеральный представитель метисов и индейцев, не включённых в избирательные списки | Джон Моррис Данкен                          |
| Министр Агентства экономического развития Канады для областей Квебека                                                                  | Жан-Пьер Блэкберн (по 29.10.2008)           |
| Министр Агентства экономического развития Канады для областей Квебека                                                                  | Дени Лебель                                 |
| Министр по делам Канадского агентства экономического развития Севера                                                                   | Джим Прентис (по 14.08.2007)                |
| Министр по делам Канадского агентства экономического развития Севера                                                                   | Чак Штраль (по 29.10.2008)                  |
| Министр по делам Канадского агентства экономического развития Севера                                                                   | Джон Моррис Данкен (по 18.05.2011)          |
| Министр по делам Канадского агентства экономического развития Севера                                                                   | Леона Аглуккак                              |
| Министр по диверсификации экономики Запада                                                                                             | Кэрол Скелтон (по 03.01.2007)               |
| Министр по диверсификации экономики Запада                                                                                             | Рона Эмброуз (по 29.10.2008)                |
| Министр по диверсификации экономики Запада                                                                                             | Джим Прентис (по 05.11.2010)                |
| Министр по диверсификации экономики Запада                                                                                             | Рона Эмброуз                                |
| Министр тихоокеанских портов | Стокуэлл Дей (по 18.05.2011)                |
| Министр тихоокеанских портов | Эд Фаст                                     |
| Министр атлантических портов | Питер Маккей (по 19.01.2010)                |
| Министр атлантических портов | Кит Эшфилд                                  |
| Министр федеральной инициативы по экономическому развитию Севера Онтарио                                                               | Тони Клемент                                |
| Министры с особыми полномочиями |                                             |
| Министр франкофонии | Жозе Вернер (по 14.08.2007)                 |
| Министр франкофонии | Максим Бернье (по 26.05.2008)               |
| Министр франкофонии | Жозе Вернер (по 19.05.2011)                 |
| Министр франкофонии | Бернар Валькур                              |
| Министр официальных языков | Жозе Вернер (по 29.10.2008)                 |
| Министр официальных языков | Джеймс Мур                                  |